# Luna llena

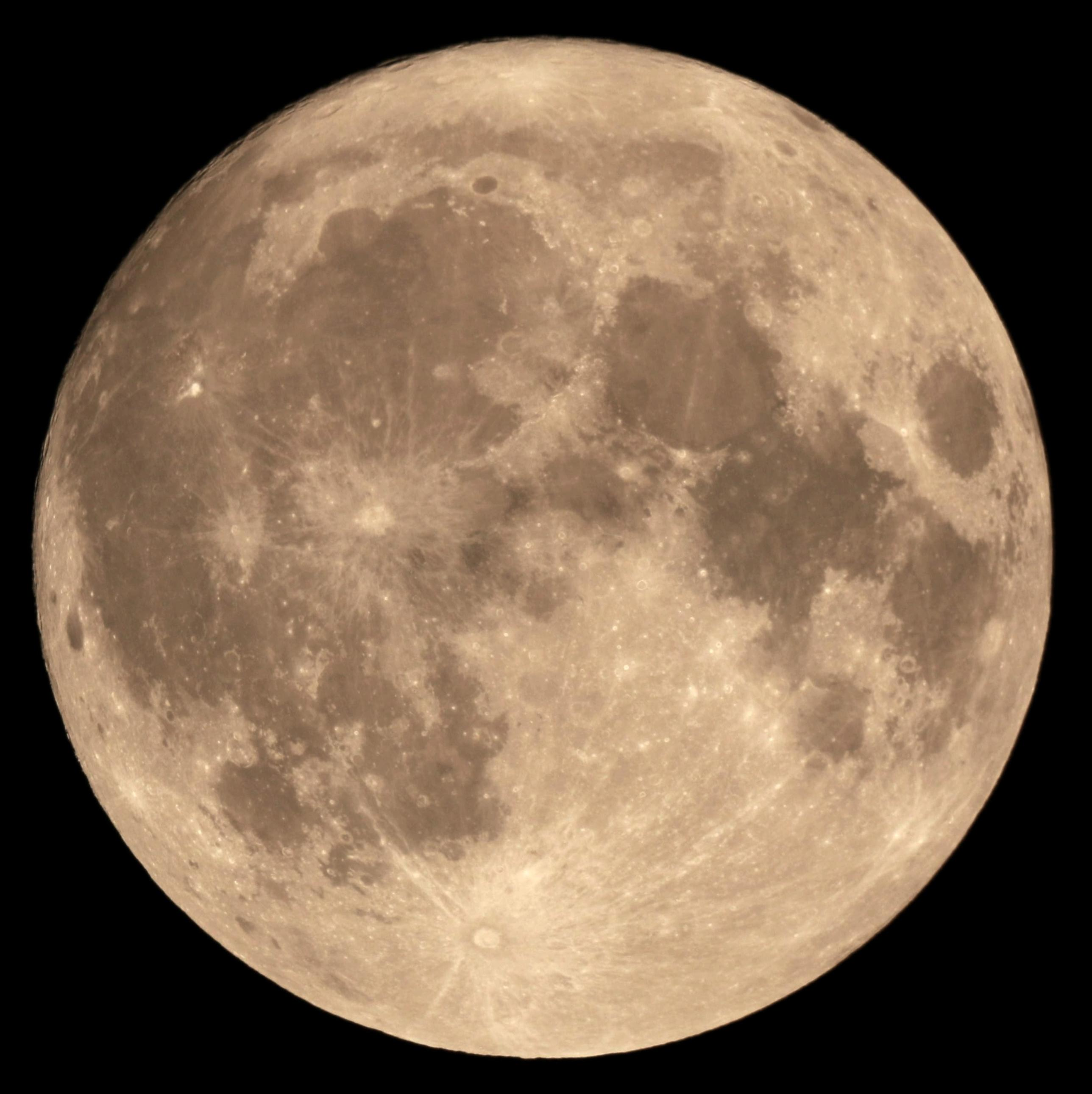
La superluna del 14 de noviembre de 2016 estaba a del centro de la Tierra, la más cercana desde 1948. No estará más cerca hasta 2034.

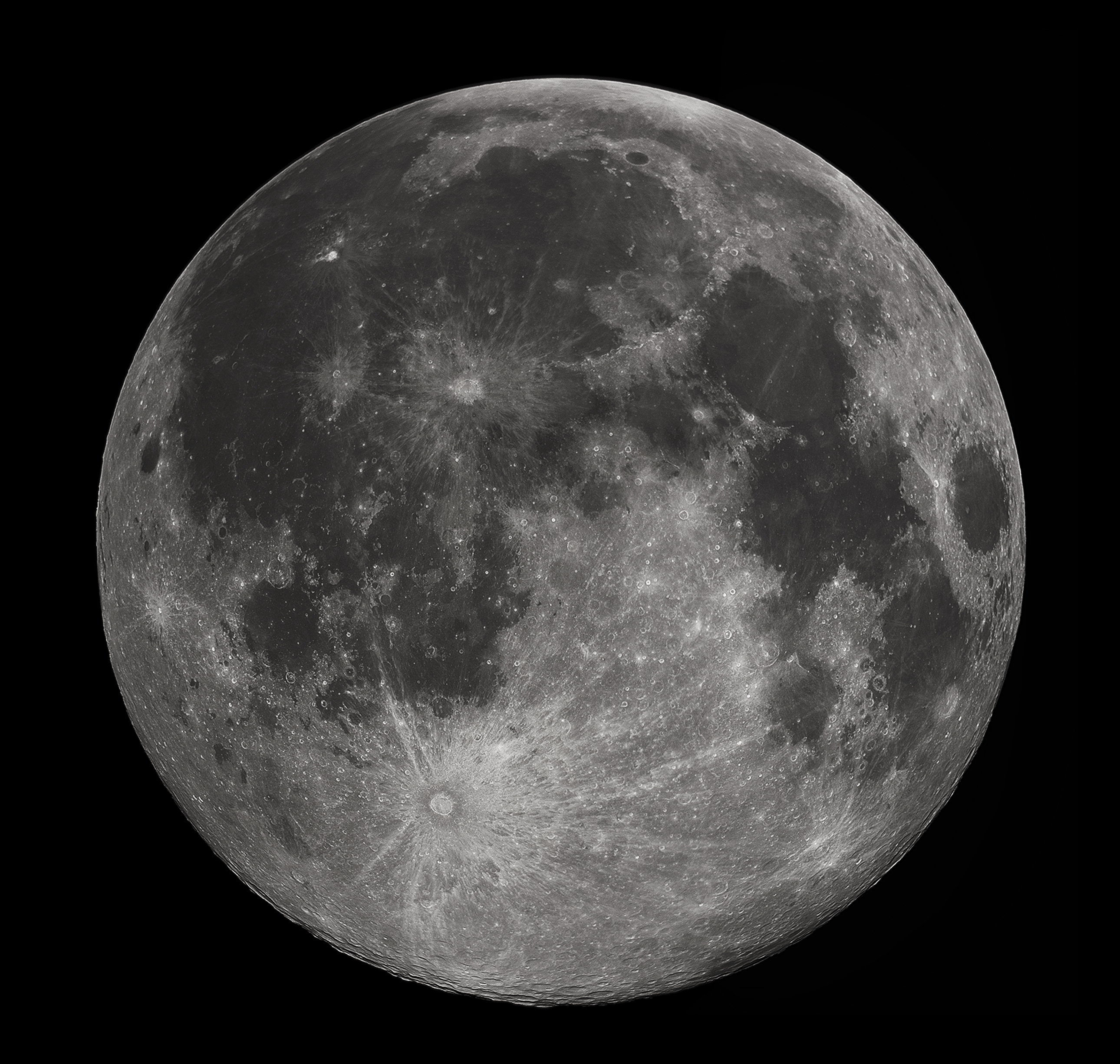
Fotografía de la Luna llena vista a través de un telescopio Schmidt-Cassegrain de. La Luna estaba cerca de su mayor latitud eclíptica del norte, por lo que los cráteres meridionales son especialmente prominentes.

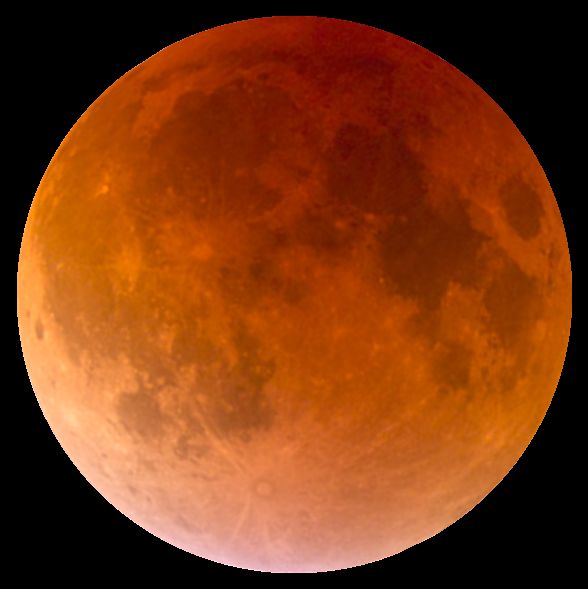
Fotografía de la Luna llena durante el eclipse total de Luna del 28 de septiembre de 2015.

La luna llena o plenilunio es una fase lunar que sucede cuando nuestro planeta se encuentra situado entre el Sol y la Luna, casi alineados. En ese momento, el ángulo de elongación o de fase del satélite es de 180° y la iluminación es del 100 %.
El hemisferio visible de la Luna alcanza su mayor iluminación, y no es posible distinguir con detalle los cráteres de su superficie debido a la ausencia de sombras, aunque es el momento ideal para la observación de los rayos de algún cráter radiado. Esta fase sucede a los 14 días aproximadamente del novilunio. En este momento, la Luna alcanza una magnitud aparente de -12,70.
Esta fase lunar es visible durante toda la noche, ya que su orto se produce en el momento de la puesta del Sol, y su ocaso se produce durante la salida del Sol. En esta fase, se pueden producir eclipses de Luna. La Luna refleja la luz del Sol a la Tierra con la totalidad de su cara visible, por lo que se puede observar completamente circular y con una gran luminosidad. Ocurre cada 29,53 días, cuando se completa el ciclo lunar.

## Características
A pesar de que la Luna completa su órbita alrededor de la Tierra en solo 27,32 días (el mes sideral), como consecuencia del movimiento orbital de la Tierra alrededor del Sol, esta necesita cerca de dos días más hasta que la Tierra, la Luna y el Sol adquieren la misma geometría equidistante. En término medio, el número de días entre dos fases lunares similares (p.e., entre una luna llena y la siguiente) es de 29,53 días. Este periodo se denomina lunación, mes lunar, o mes sinódico. El número real de días en un mes lunar puede variar entre 29,27 y 29,83, porque la velocidad de la Luna y La Tierra no son constantes en sus órbitas elípticas, y porque interactúan gravitatoriamente con otros cuerpos del sistema solar.
Esto es un tanto engañoso, ya que la Luna vista desde la Tierra se encuentra cada vez más grande o más pequeña. Su tamaño máximo sucede en el momento en que la expansión se detiene, y cuando en la gráfica su inclinación de la tangente es cero.  En cualquier lugar, sobre la mitad de este máximo absoluto, la luna llena será potencialmente visible, como la otra mitad durante el día, cuando la luna llena esté detrás del horizonte. Muchos almanaques no solo listan la luna llena por fecha, sino también por su tiempo exacto (normalmente en GMT). Los típicos calendarios mensuales que incluyen las fases de la Luna pueden presentar datos diferentes por la zona horaria.

## Folclore
Las lunas llenas están tradicionalmente asociadas con insomnio temporal, demencia (de ahí vocablos como «lunático») y varios fenómenos mágicos como la licantropía. No se han encontrado pruebas sólidas de los efectos sobre el comportamiento humano en el tiempo en que transcurre una luna llena, ya que los estudios por lo general no resultan coherentes, mostrando algunos un efecto positivo y otros un efecto negativo.  
Muchos neopaganos tienen un ritual mensual llamado «esbat» o «esbato» en cada luna llena, mientras que algunos practicantes de religiones tradicionales chinas ofrecen sus rituales a sus antecesores y deidades en cada plenilunio y novilunio.

## Calendarios
El hindú, tailandés, hebreo, islámico, tibetano, maya, neopagano, celta, y el tradicional calendario chino están basados en las fases de la Luna. Ninguno de estos calendarios, sin embargo, comienzan su mes con la luna llena. En los calendarios chino, hebreo, tailandés y a veces en el hindú, el plenilunio siempre recae a mitad del mes.
En el Calendario gregoriano, el cálculo de la fecha de Pascua (computus) establece que esta caiga siempre en domingo, tras el primer plenilunio del equinoccio de primavera (vernal) del hemisferio norte (boreal). Sin embargo, el equinoccio astronómico puede caer en 20 o 21 de marzo, pero la Iglesia fija un equinoccio de primavera eclesiástico que siempre cae el 21 de marzo. Así, la Pascua cae el primer domingo tras el plenilunio acontecido el 21 de marzo o después de esta fecha. Además, si el plenilunio cae en domingo, la Pascua se pasará al domingo siguiente para no coincidir con la Pascua judía.
En el calendario chino, la fiesta del medio Otoño cae en el plenilunio del octavo mes, mientras la Fiesta de los Faroles cae en la primera luna llena del año.

## Nombres del plenilunio
En Estados Unidos y en algunas partes de Canadá y Europa, es tradicional asignar nombres especiales a cada plenilunio que se produce a medida que transcurre el año, aunque la regla para determinar qué nombre será asignado haya cambiado con el tiempo (véase Luna azul). Un método antiguo de asignar nombres se basa en las estaciones y en los cuartos (trimestres) del año. Por ejemplo: La luna del huevo (la luna llena antes de Pascua) es la primera luna llena que tiene lugar después del 21 de marzo, y la luna de Lenten es la última luna antes del 21 de marzo, posiblemente llamada así por la palabra inglesa para cuaresma, lent (resultando en lenten moon, luna de cuaresma o cuaresmal).
En la práctica moderna, sin embargo, se deben asignar los nombres tradicionales basados en el calendario gregoriano en el mes en que cae el plenilunio, por ejemplo: «luna llena de marzo», «luna llena de septiembre», «luna llena de agosto», etcétera.
La siguiente tabla muestra los nombres tradicionales ingleses para la luna llena correspondiente a cada mes, y también los nombres dados por los amerindios en Estados Unidos, así como otros nombres comunes que a veces le son dados y nombres de la India. Para estos últimos, nótese que purnima o pornima es el vocablo hindi que significa «plenilunio».
| Mes HN     | Mes HS     | Nombre en español  | Nombre en las culturas amerindias | Otros nombres usados                                                        | Nombre en la India             |
| ---------- | ---------- | ------------------ | --------------------------------- | --------------------------------------------------------------------------- | ------------------------------ |
| enero      | julio      | Luna vieja         | Luna del lobo                     | Luna después de Yule, luna de hielo                                         | Paush Purnima                  |
| febrero    | agosto     | Luna del lobo      | Luna de la nieve                  | Luna del hambre, luna tormentosa                                            | Magh Purnima                   |
| marzo      | septiembre | Luna de Cuaresma   | Luna del gusano                   | Luna del cuervo, luna de la corteza, luna del arce                          | Holi                           |
| abril      | octubre    | Luna del huevo     | Luna rosada                       | Luna de los brotes, luna del pez, luna de la semilla, luna despertadora     | Hanuman Jayanti                |
| mayo       | noviembre  | Luna de leche      | Luna de las flores                | Luna de la siembra del maíz, luna del grano, luna de Hare                   | Buddha Purnima                 |
| junio      | diciembre  | Luna de las flores | Luna de la fresa                  | Luna de la rosa, luna caliente, luna de plantación, luna de la fuerza solar | Wat Purnima                    |
| julio      | enero      | Luna del heno      | Luna del ciervo                   | Luna del trueno, Luna del prado                                             | Gurú Purnima                   |
| agosto     | febrero    | Luna del grano     | Luna del esturión                 | Luna roja, luna del grano verde, luna del relámpago, luna del perro         | Narali Purnima, Raksha bandhan |
| septiembre | marzo      | Luna de las frutas | Luna de cosecha                   | Luna de maíz, luna de la cebada                                             | Bhadrapad Pornima              |
| octubre    | abril      | Luna de la cosecha | Luna del cazador                  | Luna de viajes, luna de la hierba que muere, Luna de sangre                 | Kojagiri or Sharad Pornima     |
| noviembre  | mayo       | Luna del cazador   | Luna del castor                   | Luna de la escarcha, luna de nieve                                          | Kartik Pornima                 |
| diciembre  | junio      | Luna del roble     | Luna fría                         | Luna de la helada, luna de la noche larga, luna antes de Yule               | Margashirsha Pornima           |

### Explicación de cada uno de los nombres del plenilunio
Todos estos nombres de la luna llena tienen la misma edad que las comunidades de los indios norteamericanos, sobre todo los del Norte y Este estadounidense. Las tribus amerindias acostumbraban seguir el curso de las estaciones y les daban nombres distintivos a cada una de las lunas llenas que se repetían a lo largo de los meses del año. Sus nombres eran aplicados al mes entero en el cual ocurría cada una de ellas. Había algunas variantes en cuanto a los nombres de las lunas entre unas tribus y otras, pero en general eran los mismos nombres comunes que usaban las tribus de Nueva Inglaterra hasta las que estaban establecidas muy cerca del lago Superior. Los colonos europeos siguieron utilizando aquella misma costumbre, incluso crearon algunos nombres propios para designar a estas lunas llenas. El mes lunar tiene solo 29 días de duración en promedio; la fecha de la luna llena se suele «correr» o cambiar de un año a otro, es decir, no cae en la misma fecha cuando de nuevo se repite el mes al año siguiente. La siguiente es la lista de las lunas llenas tomada del Almanaque de los agricultores.
- Luna llena del lobo (enero/julio): en el frío intenso y las nieves gruesas del pleno invierno, las manadas de lobos aullaban en las afueras de las aldeas indias. Así fue cómo se le dio el nombre para el plenilunio de enero. A veces también era nombrada como la luna vieja o la luna después de Yul (Navidad). Algunos la llamaron la luna llena de nieve, pero la mayoría de las tribus aplicó este nombre a la siguiente luna llena de febrero.
- Luna llena de la nieve (febrero/agosto): el nombre de este plenilunio se debe a que la nieve más pesada por lo general cae durante este mes; las tribus nativas del norte y el este llamaban más a menudo a la Luna llena de febrero la luna llena de vieve. Algunas tribus también se refirieron a ella como la luna llena de hambre, debido a las condiciones meteorológicas más ásperas en sus áreas de caza, lo cual dificultaba mucho esta actividad.
- Luna llena del gusano (marzo/septiembre): la temperatura comienza a subir lentamente y la tierra comienza a deshelarse, aparecen los «moldes» de gusano (agujeros) anunciando la vuelta de los petirrojos y la primavera. Las tribus de más al norte la conocían como la luna llena del cuervo, cuando el graznido de cuervos señalaba el final de la estación de invierno, o como la luna llena de la corteza, porque la nieve cubría con una capa delgada encostrada alrededor del tronco de los árboles, que se deshelaba en el día y se congelaba en la noche. También la llamaban la luna llena de savia, porque marcaba la época en que los arces comenzaban a reverdecer. Estas son otra variante de este nombre. Los colonos también la conocían como la luna de Lenten y se le consideraba que era la última luna llena del invierno.
- Luna llena rosada (abril/octubre): este nombre se debe al musgo o a las hierbas rosado o a las primeras flores de primavera. Otros nombres para el plenilunio de este mes son la luna llena de la hierba de brote, la luna del huevo y, entre tribus costeras, la luna llena del pescado. Era el momento en que el sábalo nada corriente arriba para desovar.
- Luna llena de las flores (mayo/noviembre): en la mayor parte de las zonas silvestres durante este mes las flores ya son abundantes. Otros nombres dados a este plenilunio eran la luna llena de la siembra de maíz o la luna de leche.
- Luna llena de la fresa (junio/diciembre): este nombre era común para todas las tribus porque la cosecha de fresas se realiza durante este mes; sin embargo, en Europa se llegó a conocer como la luna de la rosa.
- Luna llena del venado (julio/enero): julio es el mes en que suele surgir la nueva cornamenta del ciervo y brotar de sus frentes en las capas de piel aterciopelada. También a menudo la llamaban la luna llena de los truenos, debido a que las tormentas eléctricas son más frecuentes durante esta época del año. Otro nombre para la luna de este mes era la luna llena del heno.

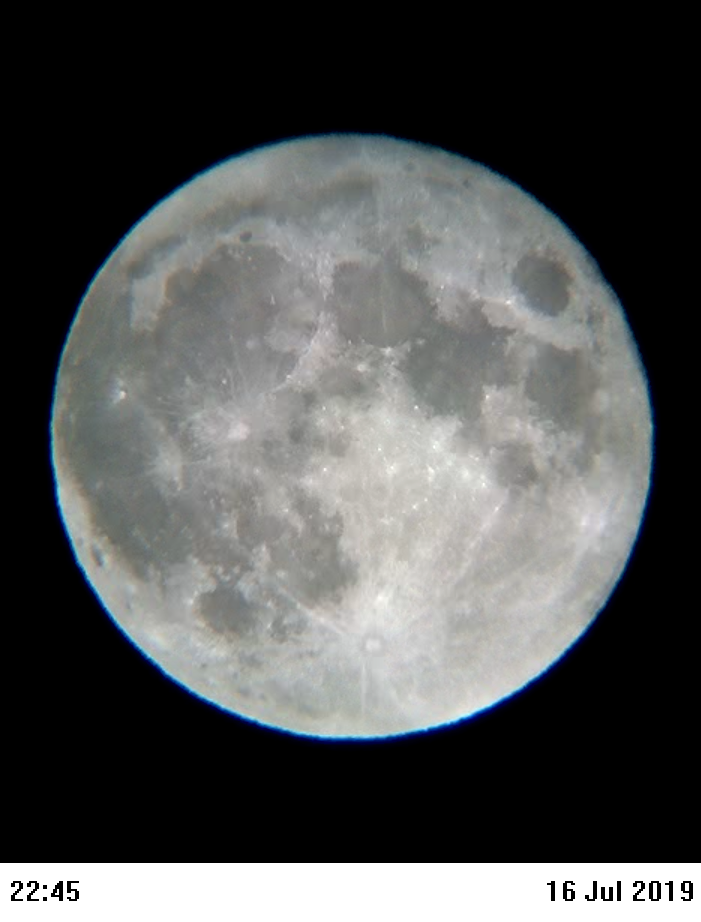
Luna del venado de 2019.

- Luna llena del esturión (agosto/febrero): daban a las tribus de pesca el crédito al nombramiento de esta luna, debido a la pesca del esturión, un pez de gran tamaño de los grandes lagos y ríos, que se atrapaban más fácilmente durante este mes. Algunas tribus la conocían como la luna llena roja porque, al subir la Luna por el horizonte, ésta aparecía rojiza debido a las neblinas que usualmente se forman en este mes. También la llamaron la luna verde del maíz o la luna del grano.
- Luna llena de la cosecha (septiembre/marzo): ésta es la luna llena que ocurre lo más próximo al equinoccio de otoño. En dos de cada tres años la luna de la cosecha ocurre en el mes de septiembre, pero en algunos años esta luna tiene lugar en el mes de octubre. En el pico de cosecha, los agricultores pueden trabajar hasta muy tarde en la noche porque la luz de esta luna les permite extender las labores de recolección. Por lo general la salida de la Luna llena tiene un promedio de 50 minutos más tarde cada noche con respecto a la noche anterior, pero en las pocas noches alrededor de la luna de la cosecha, la luna llena parece elevarse casi a la misma hora cada noche: solamente 25 a 30 minutos más tarde en Estados Unidos, y solo 10 a 20 minutos más tarde para la mayor parte de Canadá y Europa. El maíz, las calabazas, las habas y el arroz salvaje —los alimentos principales de los indios— están listos para cosechar en este mes.

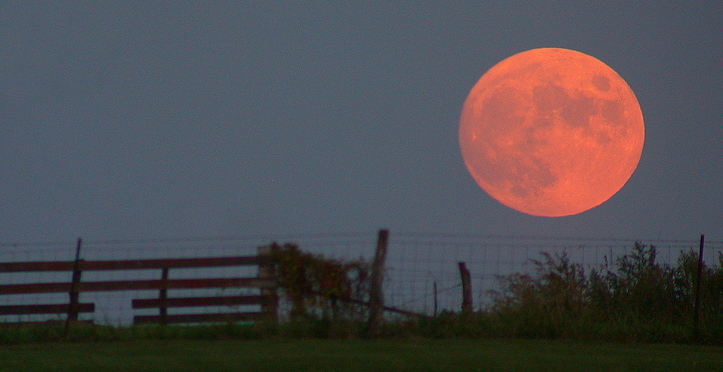
Una luna de la cosecha. Su color naranja se debe a su cercanía al horizonte, en lugar de ser único para cosechar las lunas.

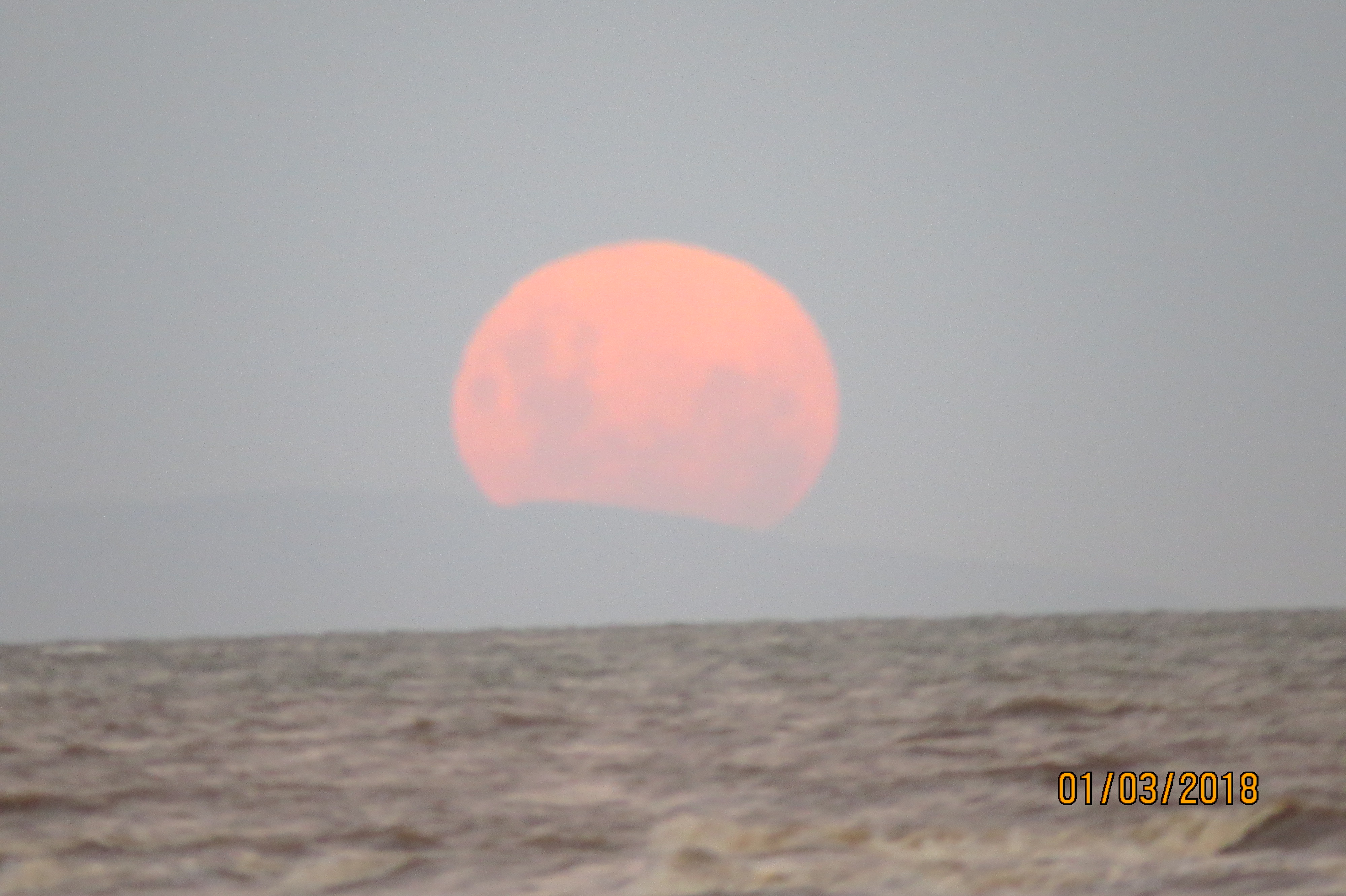
Luna de la cosecha vista desde la playa Carrasco, Montevideo, Uruguay.

- Luna llena del cazador (octubre/abril): con la caída de hojas y el ciervo cebado, llega la época de cazar. Se han cosechado ya los campos y los cazadores pueden montar sobre los rastrojos y ver más fácilmente al zorro, así como también a otros animales que salen a espigar.
- Luna llena del castor (noviembre/mayo): este es el tiempo para poner trampas de castor antes de que los pantanos se congelen completamente, y así asegurarse un suministro de pieles calientes para el invierno. Otra interpretación sugiere que el nombre luna llena del castor viene dada del hecho que los castores se preparan ahora activamente para el invierno. A veces también se llama luna helada o luna escarchada.
- Luna llena fría o luna llena de las largas noches (diciembre/junio): durante este mes el frío del invierno es mucho más intenso y las noches son más largas y oscuras. También se la llama a veces la luna antes de la Navidad. El término luna de las largas noches es un nombre sumamente apropiado porque la noche del pleno invierno es de verdad larga, y porque la luna está encima del horizonte durante mucho tiempo. La luna llena de pleno invierno tiene una alta trayectoria a través del cielo porque está de frente a un Sol muy bajo en el horizonte.